# Dolpa (district)

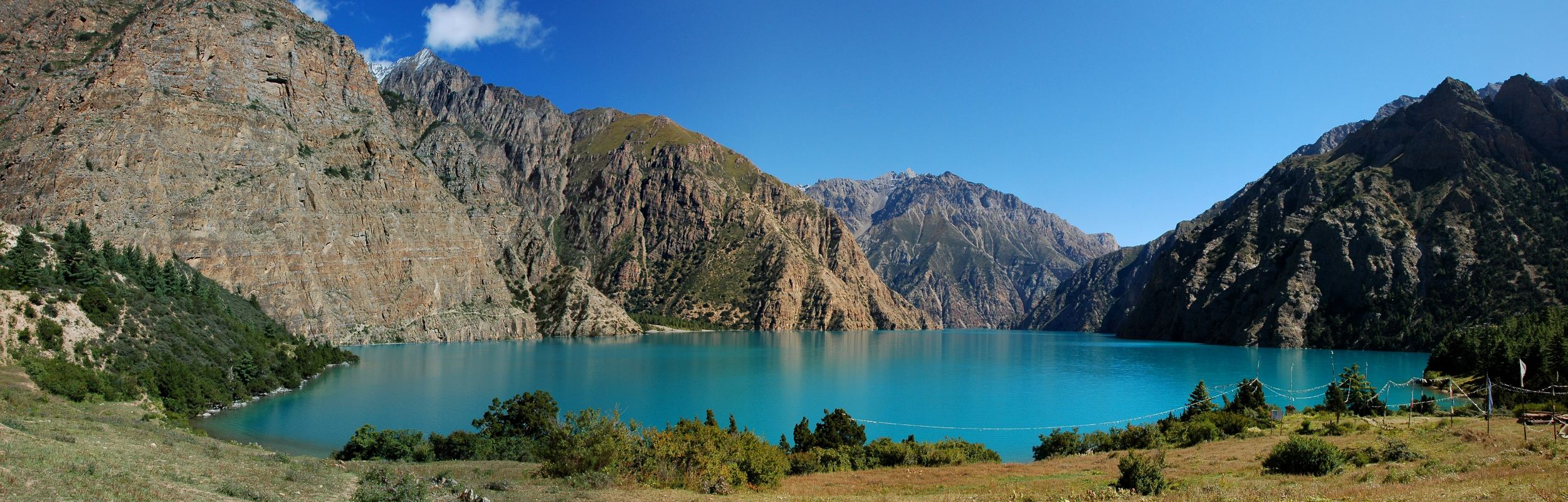
Het meer van Phoksundo in het district Dolpa

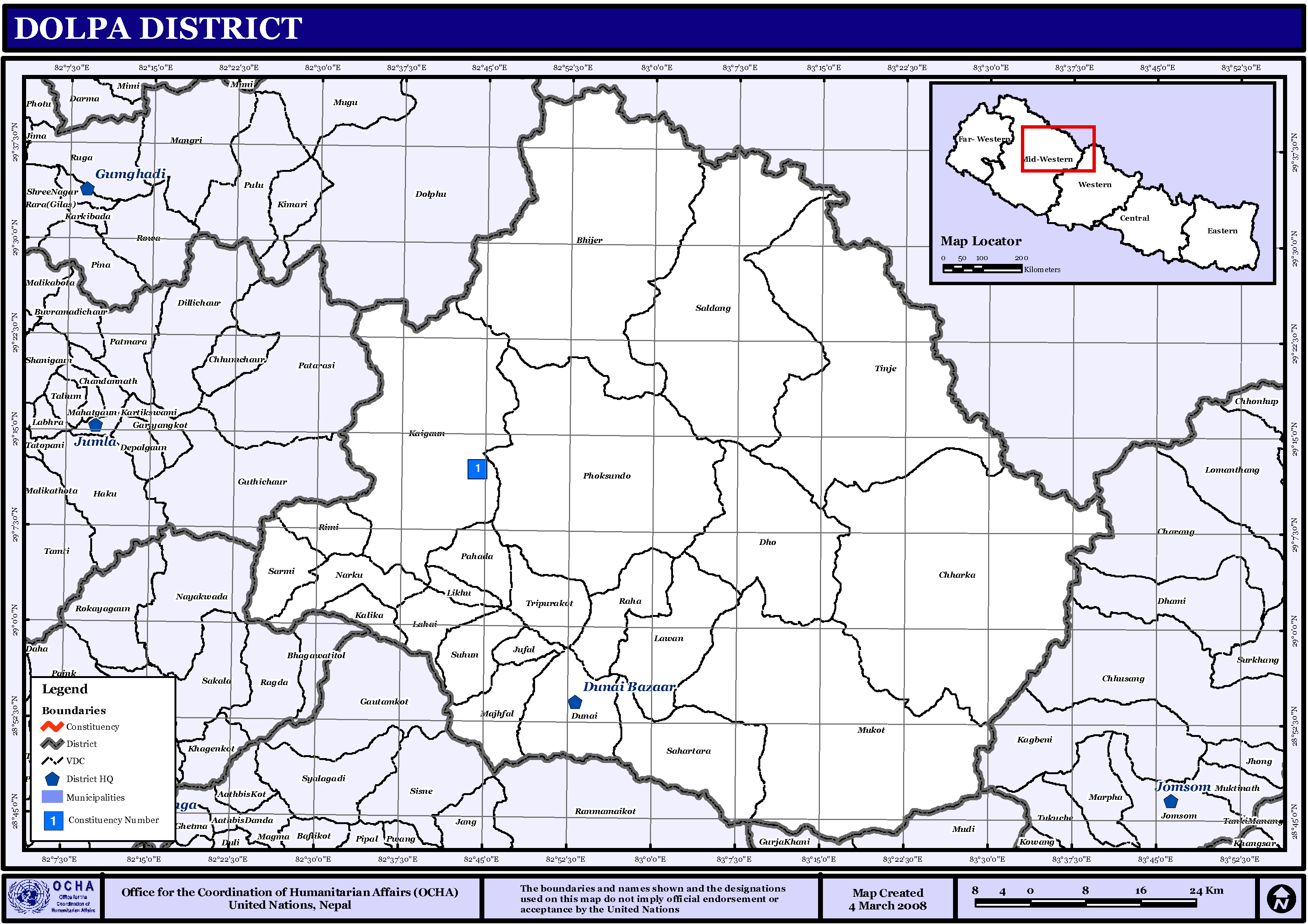
Kaart van het district Dolpa

Dolpa (Nepalees: डोल्पा) is een van de 75 districten van Nepal. Het district is gelegen in de zone Karnali en de hoofdplaats is Dunai. Dolpa is het grootste district van het land en beslaat 5,36% van de totale oppervlakte van Nepal, maar het is tevens het dunst bevolkt (4,65 inw./km2).

## Stedenendorpscommissies[2][3]
- Stad: Nepalees: nagarpalika of N.P.; Engels: municipality;
- Dorpscommissie: Nepalees: gāu bikās samiti; Engels: village development committee of VDC.
- Steden (0): geen.
- Dorpscommissies (23): Bhijer, Chharka, Dho, Dunai, Jufal, Kaigaun, Kalika, Laha (of: Lhna), Lawan, Likhu, Majhfal, Mukot, Narku, Pahada, Phoksundo, Raha, Rimi, Sahartara, Saldang, Sarmi, Sunhoo, Tinje, Tripurakot.

Achham · 
Arghakhanchi · 
Baglung · 
Baitadi · 
Bajhang · 
Bajura · 
Banke · 
Bara · 
Bardiya · 
Bhaktapur · 
Bhojpur · 
Chitwan · 
Dadeldhura · 
Dailekh · 
Dang · 
Darchula · 
Dhading · 
Dhankuta · 
Dhanusa · 
Dolkha · 
Dolpa · 
Doti · 
Gorkha · 
Gulmi · 
Humla · 
Ilam · 
Jajarkot · 
Jhapa · 
Jumla · 
Kailali · 
Kalikot · 
Kanchanpur · 
Kapilvastu · 
Kaski · 
Kathmandu · 
Kavrepalanchok · 
Khotang · 
Lalitpur · 
Lamjung · 
Mahottari · 
Makwanpur · 
Manang · 
Morang · 
Mugu · 
Mustang · 
Myagdi · 
Nawalparasi · 
Nuwakot · 
Okhaldhunga · 
Palpa · 
Panchthar · 
Parbat · 
Parsa · 
Pyuthan · 
Ramechhap · 
Rasuwa · 
Rautahat · 
Rolpa · 
Rukum · 
Rupandehi · 
Salyan · 
Sankhuwasabha · 
Saptari · 
Sarlahi · 
Sindhuli · 
Sindhulpalchok · 
Siraha · 
Solukhumbu · 
Sunsari · 
Surkhet · 
Syangja · 
Tanahu · 
Taplejung · 
Terhathum · 
Udayapur